# Friedrich Alpers
Friedrich Ludwig Herbert Alpers, ook Fritz Alpers genoemd (Sonnenberg, 25 maart 1901 - Bergen, 3 september 1944) was een Duitse SS-Obergruppenführer tijdens de Tweede Wereldoorlog. Hij was ook minister van Justitie en Financiële Zaken in de Vrijstaat Brunswijk en Generalforstmeister.  Alpers was medeverantwoordelijk voor talrijke misdrijven die in Brunswijk gepleegd zijn.

## Level

### Begin jaren
Friedrich Alpers werd geboren op 25 maart 1901 in Sonnenberg als de zoon van een leraar. Hij ging naar het Martino-Katharineum gymnasium in Braunschweig, deze opleiding sloot hij af met het abitur. Van 13 mei 1919 tot 28 februari 1920 kreeg hij zijn opleiding in de Reichswehr en werd geplaatst bij het 2e Eskadron van het Ulanen-Regiments 14.
Hierna was Alpers van mei 1919 tot 1 maart 1920 lid van het “vrijkorps Maerker”, en nam aan gevechten in Saksen en Thüringen deel. Aansluitend studeerde hij rechtsgeleerdheid aan de universiteiten van Ruprecht-Karls, Ludwig Maximilians en Ernst-Moritz-Arndt. In 1921 werd hij lid van de Corps Brunsviga München.

### Carrière in het nationaalsocialisme
In juni 1929 werd Alpers lid van de NSDAP en in mei 1930 van de SA en op 1 maart 1930 van de SS. In de SA en SS was hij heel actief en maakte snel carrière in beide organisaties. Vanaf oktober 1930 was hij ook parlementslid in Brunswijk.
Op grond van bezwaren uit de NSDAP, vanwege excessief geweld tijdens de overname van de macht in Brunswijk werd Alpers twee keer als SS-Führer geschorst. In 1933 zorgde hij er persoonlijk voor dat de orde van advocaten en het Brunswijk parlement gelijk geschakeld werden.

### Minister in de Vrijstaat Brunswijk
Na de overname van de macht, werd Alpers op 8 mei 1933 minister van Justitie en Financiële Zaken in de Brunswijker deelstaatregering (tot 1934), onder de NSDAP-Minister-president Dietrich Klagges. Naast Klagges en de Gestapo-leider en later veroordeelde oorlogsmisdadiger Friedrich Jeckeln was Alpers medeverantwoordelijk voor het tijdens de gelijkschakeling vervolgen van politieke tegenstanders in de Vrijstaat Brunswijk.
Hij was verantwoordelijk voor de SS-hulppolitie (SS-Hilfspolizei) die door Klagges opgezet was, die vooral brutaal optraden, bijvoorbeeld tijdens de acties tegen het „Volksfreund“-huis van de SPD en de Stahlhelm, Bund der Frontsoldaten berucht waren. Alpers was direct of indirect verantwoordelijk voor het bloedbad van Rieseberg, en de vervolging van politieke tegenstanders, zoals de Brunswijker minister-president Heinrich Jasper en de vakbondssecretaris Matthias Theisen. Als minister stond Alpers er bekend om, dat hij er niet voor terugdeinsde om de wet te overtreden en/of te buigen; zo probeerde hij ook de Brunswijkse Staatsbank onder zijn controle te krijgen.

### Generalforstmeister
In 1934 werd hij tot „Gouwjachtmeester“ („Gaujägermeister“) voor het nieuw gecreëerde „Jachtgouw Brunswijk“ („Jagdgau Braunschweig“) benoemd. Vanaf 1935 liet hij als Gouwjachtmeester voor de Rijksjachtmeester („Reichsjägermeister“) Hermann Göring, het Rijksjachthof „Hermann Göring“ („Reichsjägerhof „Hermann Göring“) alsmede het Rijksvalkenhof („Reichsfalkenhof“) bij Riddagshausen, oostelijk van Brunswijk bouwen. Bovendien liet hij vanaf 1933 jaarlijks de „Rijkshubertusviering“ („Reichshubertusfeiern“) van de Duitse Jagersvereniging plaatsvinden en richtte een heilige plaats („Weihestätte“) in op de Hainberg bij Bockenem.
Göring, die met Alpers een goede verstandhouding had, benoemde Alpers met ingang vanaf 1 november 1937 tot opvolger van Walter von Keudell als Pruisisch Generalforstmeister en staatssecretaris in het Reichsforstamt. Alpers had zijn kantoor in het Slot Sacrow bij Potsdam, welke in de typische nationaalsocialistische neoklassieke stijl omgebouwd werd. Wegens verschillende competentiegeschillen bestond er in het opvolgen van een bevel altijd onenigheid met koloneljachtmeester („Oberstjägermeister“) Ulrich Scherping. Van 1938 tot 1944 nam Alpers de functie van Keudell als clubleider in de Deutscher Forstverein over.

## Tweede Wereldoorlog

### Betrokkenheid in het plan van uithongerpolitiek
Alpers was betrokken bij de planning van de uithongerpolitiek tijdens operatie Barbarossa in 1941. Op 2 mei 1941, zeven weken voor het begin van de operatie, was hij lid van de staf van Hermann Göring in de economische organisatie Ost (Wirtschaftsführungsstab “Ost”), en deelnemer in een bespreking van staatssecretarissen met hoge officieren van de Wehrmacht over de operatie Barbarossa. De enige manier om de oorlog voort te zetten was om de hele Wehrmacht in het derde oorlogsjaar met voedsel vanuit Rusland te voorzien. Hierdoor zouden ongetwijfeld tientallen miljoenen mensen verhongeren.

### Vrijwillige frontinzet
In februari 1944 legde Alpers zijn ambten neer. Hij had zich in 1941 als vrijwilliger gemeld voor de frontinzet. Dietrich Klagges, zijn vriend, volgde hem op. In de rang van een Major der Reserve werd hij commandant van het 1ste bataljon van het Fallschirmjägerregiments 9, dat aan het westfront ingezet was. Na het sneuvelen van de regimentscommandant Kurt Stephani nam Alpers op 21 augustus 1944 de leiding van het regiment over. Op 3 september 1944 raakte Alpers zwaargewond en pleegde daarop zelfmoord.

## Familie
Op 12 april 1930 trouwde Alpers met Elisabeth Charlotte Wittmark (geboren 6 december 1900 te Berlijn). Het echtpaar kreeg twee zonen (1 juli 1931 en 5 september 1943) en twee dochters (20 februari 1931 en 3 mei 1941).

## Carrière
Alpers bekleedde verschillende rangen in zowel de Sturmabteilung als Allgemeine-SS. De volgende tabel laat zien dat de bevorderingen niet synchroon liepen.
| Datum                          | Sturmabteilung | Allgemeine-SS        | Luftwaffe                | NSDAP                         | Justitie       |
| ------------------------------ | -------------- | -------------------- | ------------------------ | ----------------------------- | -------------- |
| 1 mei 1930:                    | SA-Sturmführer | —                    | —                        | —                             | —              |
| 1 februari 1932:               | —              | SS-Anwärter          | —                        | —                             | —              |
| 1 maart 1931:                  | —              | SS-Mann              | —                        | —                             | —              |
| 26 oktober 1931:               | —              | SS-Scharführer       | —                        | —                             | —              |
| 15 december 1931:              | —              | SS-Truppführer       | —                        | —                             | —              |
| 5 januari 1932:                | —              | SS-Sturmführer       | —                        | —                             | —              |
| 14 maart 1932:                 | —              | SS-Sturmhauptführer  | —                        | —                             | —              |
| 8 oktober 1932:                | —              | SS-Sturmbannführer   | —                        | —                             | —              |
| 5 mei 1933:                    | —              | SS-Standartenführer  | —                        | —                             | —              |
| 8 mei 1933:                    | —              | —                    | —                        | —                             | Staatsminister |
| 9 november 1934:               | —              | SS-Oberführer        | —                        | —                             | —              |
| 30 januari 1936:               | —              | SS-Brigadeführer     | —                        | —                             | —              |
| 1937:                          | —              | —                    | —                        | Reichsstellenleiter der NSDAP | —              |
| 31 maart 1937:                 | —              | —                    | Feldwebel der Reserve    | —                             | —              |
| 1 september 1937:              | —              | —                    | Leutnant der Reserve     | —                             | —              |
| 1 november 1937:               | —              | —                    | —                        | —                             | Staatssekretär |
| 1 maart 1939:                  | —              | —                    | Oberleutnant der Reserve | —                             | —              |
| 5 september 1939:              | —              | —                    | Hauptmann der Reserve    | —                             | —              |
| 20 april 1941:                 | —              | SS-Gruppenführer     | —                        | —                             | —              |
| 1 juni 1942 - 1 november 1941: | —              | —                    | Major der Reserve        | —                             | —              |
| 21 juni 1943:                  | —              | SS-Obergruppenführer | —                        | —                             | —              |

## Lidmaatschapsnummers
- NSDAP-nr.: 132 812[15] (lid geworden 1[14] juni 1929)[7]
- SS-nr.: 6 427[15] (lid geworden 1 februari 1931[7][14])

## Onderscheidingen
Selectie:
- Ridderkruis van het IJzeren Kruis[19] op 14 oktober 1942 als Major der Reserve en Commandant van de Fernaufklärungs-Gruppe 4[3][4][20][21][7][2]
- Duits Kruis in goud op 20 april 1942 als Hauptmann in de 3.(Fern) Staffel, Aufklärungsgruppe 121, Luftwaffe[3][4][20][21][7][2]
- IJzeren Kruis 1939, 1e Klasse (2 juni 1940[7][2]) en 2e Klasse (1939[7][4][20][2])
- Ehrendegen des Reichsführers-SS[3][17][20][19]- 1 december 1937[4][2]
- SS-Ehrenring[3][16][20][19]- 1 december 1937[4][2]
- Gesp voor Gevechtsvluchten aan het Front voor verkenners[3] in goud[7][2]
- Dienstonderscheiding van de NSDAP in zilver[3][20][7][2]
- Dienstonderscheiding van de SS[3]
- Gouden Ereteken van de NSDAP[12] op 30 januari 1943[3][4][20][7][2]
- Fliegerbeobachterabzeichen op 1 januari 1938[4][18][7][2]